# 右派セクター・ウクライナ義勇軍団
右派セクター・ウクライナ義勇軍団 (ウクライナ語: Добровольчий український корпус «Пра́вий се́ктор», ДУК ПС、ローマ字表記: Dobrovolchyi ukrainsʹkyi korpus "Právyi séktor"、DUK PS) または単にウクライナ義勇軍団 (ウクライナ語: Добровольчий український корпус, ДУК、ローマ字表記: Dobrovolchyi ukrainskyi Korpus、DUK)は、かつて存在した、極右のウクライナ民族主義政党「右派セクター」の準軍事組織。ウクライナ義勇軍団は、親ロシア派分離主義勢力の台頭とドンバス戦争へのロシアの介入への対応として創設された「義勇兵大隊」の一つとして、2014年7月17日に創設された。
彼らは公式に自らを「ウクライナ国民、国外のウクライナ人、およびウクライナ民族主義のイデオロギーを共有し、内外の敵に対するウクライナ人の武力闘争への参加希望を表明している非ウクライナ人の他国の国民からなる自発的組織」と定義している。 ウクライナ義勇軍団は主に右派セクターのメンバーで構成されていたが、政党に所属していない義勇兵や外国人も受け入れている。DUKは右派セクターの指導者ドミトリー・ヤロシ（別名「ヤストラブ（鷹）」）によって、ユーロマイダン中に右派セクターが結成しヤヌコーヴィチ政権崩壊後に街頭パトロールを行った非正規民兵組織から結成された。2015年、ヤロシの辞任後、同氏はDUKの元部隊で構成される新たな準軍事組織「ウクライナ義勇軍」（UDA）の創設を発表した。
2014年7月、DUKは5,000人の軍隊を擁していると主張した。このグループはドンバス戦争中に戦闘に参加し、その後2022年のロシアによるウクライナ侵攻の戦闘にも参加した。ウクライナの義勇兵大隊のほとんどは後にウクライナ政府によってウクライナ陸軍またはウクライナ国家親衛隊に統合されたが、DUKは自治を保った数少ない大隊の1つであった。この状況は2022年の侵攻で変わり、DUKは特殊作戦部隊として正式に陸軍に吸収された。2022年11月、ウクライナ義勇軍団は第67独立機械化旅団「DUK」に改編され、イギリスで訓練を行っていた。

## 歴史

### 創設
ウクライナ義勇軍団の起源は、ユーロマイダンと尊厳の革命中に結成された右派セクターによって創設された自警団である。ヤヌコーヴィチ政権崩壊後、警察はキーウの街路の大部分を見捨て、右派セクターのメンバーを含む若者のグループが主に野球のバット、時には銃で武装して街をパトロールした。右派セクターの義勇兵が持っていた銃は、マイダンの終わりに民警から盗んだものである。
4月12日、親ロシア派武装勢力がスラヴャンスク市を制圧し、親ロシア派の騒乱が激化した。 ウクライナ政府は分離主義勢力への攻撃で対抗し、ドンバス戦争における最初の大規模な武力衝突が起きた（スラヴャンスクの戦い）。4月20日、ヤロシは、カラチュン山にあるスラヴャンスクのテレビ局の変圧器を破壊するために、ウクライナ大統領代行のオレクサンドル・トゥルチノフから極秘に派遣された武装した右派セクターメンバーの一団を率いた。彼らの車4台の車列が反政府勢力が管理する検問所を通過しようとしたとき、銃撃戦が勃発し、この紛争で初の戦死者が出た。ウクライナ政府は、2年後ヤロシが事実であると認めるまで、この攻撃が右派セクターによって行われたことを否定していた。どちらが先に発砲したかについては未だに論争が続いている。
2014年4月にドンバス戦争が勃発した後、ウクライナ正規軍は、準備や装備不足、プロフェッショナリズム、士気、闘争心の欠如、そして最高司令部の重度の無能さにより、分離主義勢力相手に多くの敗北と挫折を味わった。これらの失敗に対する反応として、さまざまな「義勇兵大隊」民兵組織や、自発的に分離主義勢力と戦う意欲のある民間人によって形成された準軍事組織が創設された。 右派セクターの多くの義勇兵は当初、ドニプロ-1を参考にして「ドニプロ-2」義勇兵大隊を結成したが、内務省はそれを団体名として登録することを拒否した。
2014年7月15日、ヤロシは右派セクター独自の義勇兵大隊としてウクライナ義勇軍の創設を発表した。アゾフ大隊やシチ大隊、あるいは「ドニプロ-2」の名前の由来となった「ドニプロ-1」などの他の極右組織とは異なり、義勇軍団は「特殊任務巡回警察」として内務省に従属することなく、独立して活動するものであったが、これは右派セクターの活動家アレクサンドル・ムジチコが民警に射殺された後の同省への不信感が原因とされている。2014年7月17日、ウクライナ義勇軍団に関する最初の命令と規則が発行され、この日が軍団創設の正式な設立日と考えられている。

### 戦歴

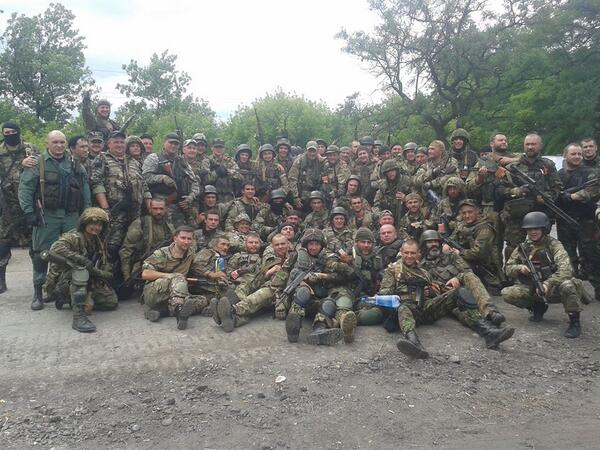
右派セクターの義勇兵（2014年）

#### ドンバス戦争
ウクライナ義勇軍団はドネツク州の前線に赴き、シャフタルスク・ラヨン（地区）の戦いで第93独立機械化旅団とともにアヴディーイウカの町をドンバスの親ロシア派分離主義勢力から奪還した際に砲火の洗礼を受けた。8月1日後半、義勇軍団は第51親衛機械化旅団とともにクラスノホリフカの町を奪還した。
2014年8月にペトロフスキー地区に向かっていた部隊は、同月12日にドネツク郊外で待ち伏せ攻撃を受け、12人の戦闘員を失い、バスに乗っていた2人の兵士だけが逃げた。軍団指導者のヤロシは自身の軍団がこれらの死に対する報復を行うと誓った。
5日後、右派セクターはウクライナの義勇兵運動を破壊しようとする反革命勢力を潜伏させているとして内務省を非難した。右派セクターによると、警察内部のウラジーミル・エフドキモフ副内務大臣の支持者らは数十人のウクライナ義勇軍団の義勇兵を不法に捜索または拘留し、義勇兵達が戦闘中に奪った武器を押収したという。右派セクターはまた、ウクライナ大統領のペトロ・ポロシェンコに対し、彼らが忠実ではないとみなした内務省職員を「一掃」し、運動メンバーに対して起こされたすべての刑事事件を集結させるよう要求し、さもなければウクライナ東部の戦闘地域から撤退してウクライナの首都に向けて移動を開始すると脅迫したが、アルセン・アバコフ内務大臣は、右派セクターの義勇兵は最前線にさえいないと反論した。しかし、8月17日までにヤロシは発言を翻し、要求は部分的に満たされており、義勇兵はウクライナ東部で分離主義勢力との戦闘を継続し、キーウへの進軍は行わないと述べた。
9月末頃、ウクライナ義勇軍団はドネツク市の西にあるピスキー村とドネツク国際空港周辺に部隊を展開し始め、有名な第二次ドネツク空港の戦いに参加した。この戦いで親ロシア派分離主義勢力とロシア軍による様々な攻撃が行われたが、義勇軍団はウクライナ国軍とともに、11月12日に撤退するまでのほぼ2か月間、踏みとどまって空港を保持し続けた。ウクライナ軍の残りの部隊も1月初旬に撤退した。その激しい防御のため、ドネツク空港で戦った部隊には「サイボーグ」（ウクライナ語:кіборг）というあだ名がDPRの分離主義者によって付けられた。
↵↵12月、軍団は仲間の義勇兵大隊である第40クリフバス領土防衛大隊、ドニプロ-1、ドンバス大隊と合流し、親ロシア派による人道支援の車列を介した分離主義勢力への武器輸送を阻止するため、ATO（対テロ作戦）地域へ向かう貨物輸送の検査を実施した。

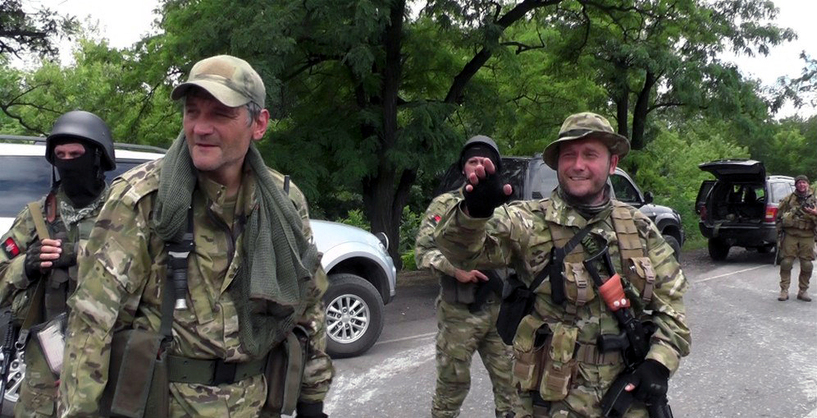
ウクライナ義勇軍団の戦闘員（2014年10月）

2015年2月、アゾフ大隊はDPRの分離主義勢力をマリウポリから追い払う軍事作戦を開始し、シロキネ村の支配を巡って激しい戦いが起きた。3月、義勇軍団はアゾフ海周辺の南部前線であるシロキネでの戦闘への再配置を開始し、アゾフ大隊とドンバス大隊と協力してシロキネの防衛側面をカバーした。7月までに、シロキネのほとんどの義勇兵部隊はウクライナ軍の正規軍によって戦線から外された。
ドンバスでの戦争の残りの間、DUKはATO地域の接触線の周りを哨戒した。ヤロシによると、2016年までに約300人の義勇兵が接触線に残り、偵察や対狙撃作戦などの特定の任務を遂行しているという。

#### ウクライナの特別治安部隊との2015年の衝突

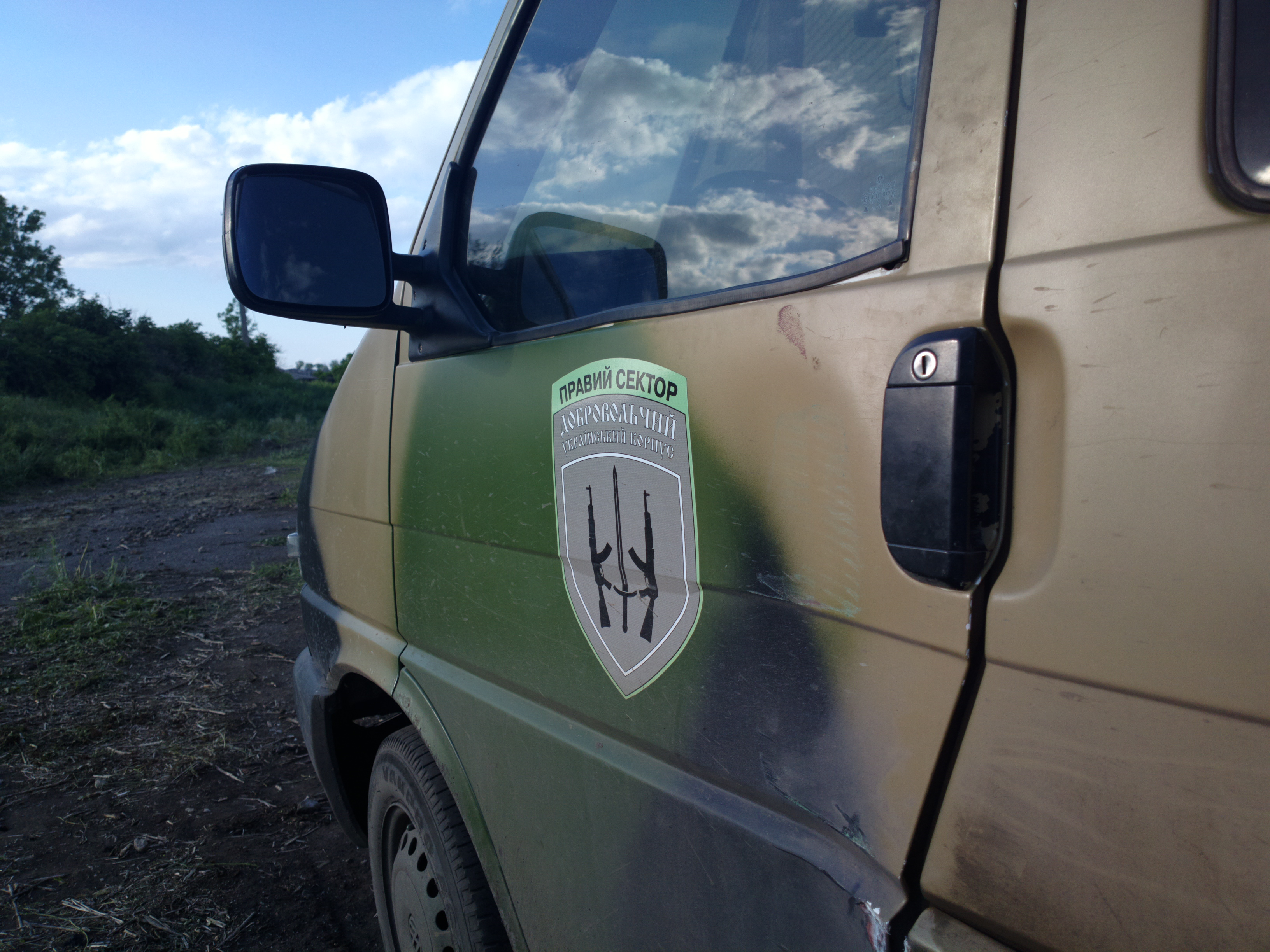
DUKの記章が付いた車両（2015年）

2015年7月10日、ウクライナ西部のムカチェヴェ市でウクライナ政府軍と右派セクターの部隊が衝突し、2人が死亡した。 ウクライナ大統領のペトロ・ポロシェンコの国会派閥の代表、ユーリー・ルツェンコによると、これらの事件は「違法武装集団と法執行官に公然と協力するマフィアとの間の利益相反の結果」だという。一部の地元指導者らは、地元の法執行機関が加担している西ヨーロッパへの違法タバコ密輸取引を右派セクターの部隊が取り締まろうとしたことで紛争が起こったと指摘している。この事件の直接の影響として、地元のザカルパチャ地区税関の指導者が解任され、密輸組織に関与したウクライナ国会議員ミハイロ・ラニオはウクライナから逃亡したと伝えられている。右派セクターの指導者ヤロシは平静を呼び掛け、右派セクターの部隊がウクライナ東部から撤退していることを否定した。

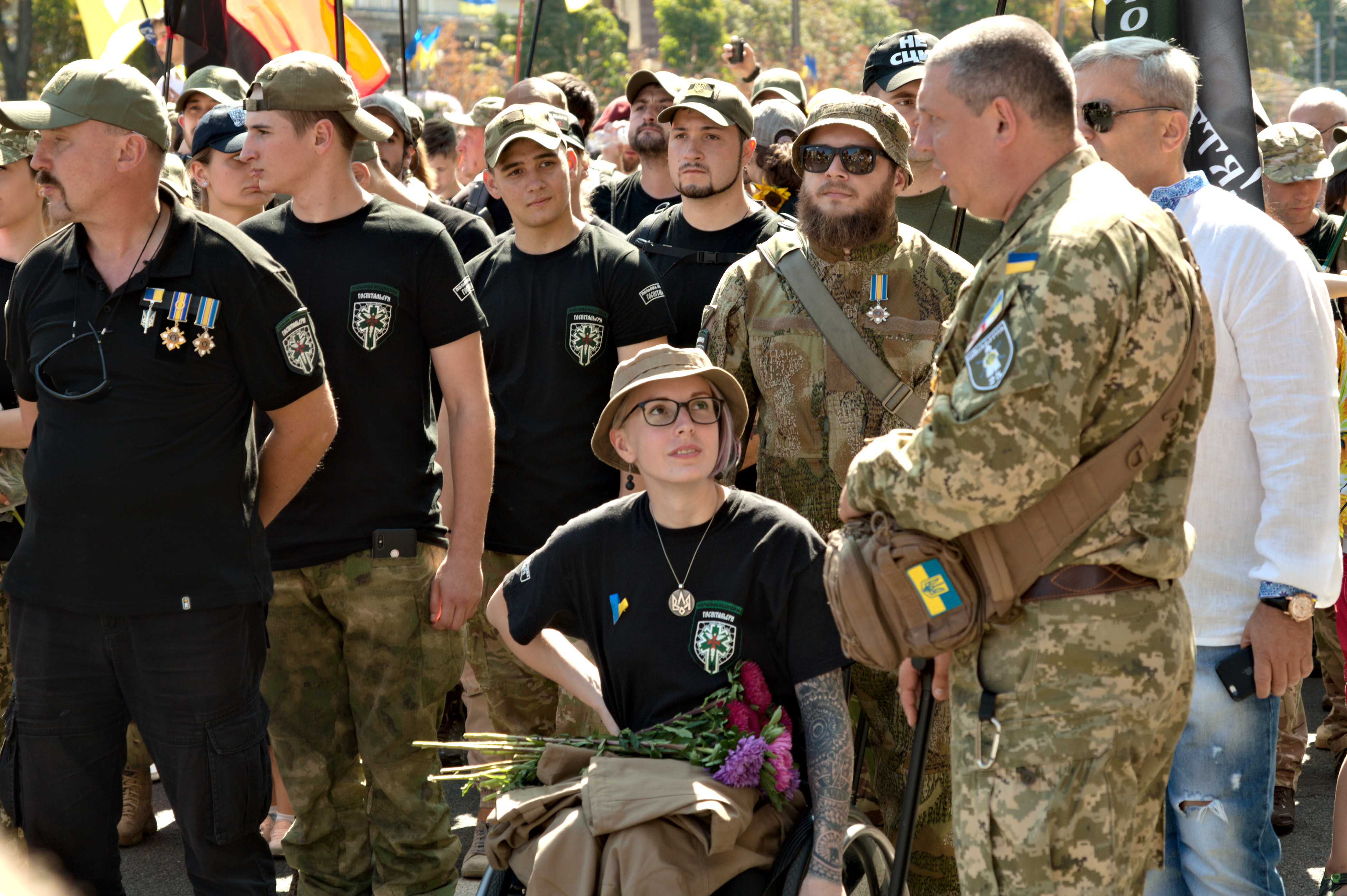
軍事パレードでのDUKホスピタラーズ医療大隊のベテラン（2019年）

#### クリミア国境封鎖
2015年9月20日、右派セクターはクリミア・タタール人組織「メジリス」と協力して、ロシア支配下のクリミアで大規模な交通妨害を開始した。デモ参加者がクリミアに向かうトラック、鉄道、電力、水道の交通を妨害したが乗用車は通行可能にした。
右派セクター民兵組織のウクライナ義勇軍団も封鎖に参加し、アゾフ連隊のメンバーとともにデモ参加者の安全を確保した。

#### 2022年ロシアによるウクライナ侵攻
2022年のロシアによるウクライナ侵攻が始まると、右派セクターはロシア侵攻軍と戦うために再び義勇軍団を動員した。ウクライナ義勇軍団はチェルニーヒウ包囲戦で、ニジン地区周辺の10の村の支配をめぐって戦い、キーウ攻勢では首都キーウの防衛に貢献し、マリウポリ包囲戦でも戦ったと報告されている。キーウ攻勢中の3月14日、キーウ州ホレンカ村でFOXニュースの外国人記者に同行していた右派セクターの共同創設者で第2独立大隊司令官のミコラ・クラフチェンコが戦死した。
ウクライナ義勇軍団は、正規軍との連携を強化し、装備を入手するために、ウクライナ軍の正式な指揮系統への編入手続きを開始し、正式に特殊作戦センター「ウクライナ義勇軍団」（ウクライナ語: Центр спеціальних операцій «Добровольчий український корпус»）として編入された。部隊は主に進軍するロシア人を苦しめる任務を負った。7月、第4戦術グループはソレダル地域で戦闘を行っており、8月2日、グループ指揮官のアンドリー・ジョヴァニクが戦死した。
2022年11月、ウクライナ義勇軍団は第67独立機械化旅団「DUK」に改編され、英国で訓練を行っていた。 第67旅団の第2大隊が対戦車技術を磨いていると主張する動画がソーシャルメディア上に公開された。

## 組織

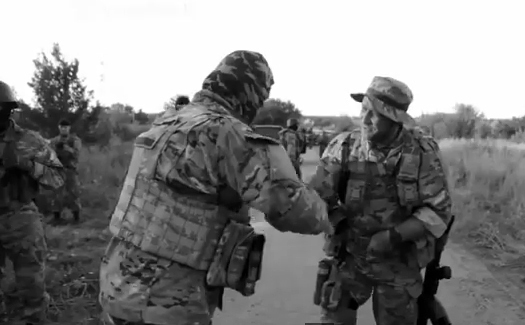
ドンバス大隊のリーダー、セミン・セメンチェンコ（左の目出し帽をかぶった人物）と面会するドミトリー・ヤロシ（右）

ウクライナ義勇軍団の初代司令官（創設者でもある）は、右派セクター党の創設者で党首でもあったドミトリー・ヤロシ（「ヤストルブ」）である。ヤロシは2015年11月に右派セクターの総裁を辞任するまでDUKを率い、総裁辞任後、ヤロシはDUKと密接な関係を持つ別の準軍事組織「ウクライナ義勇軍」（ウクライナ語: Українська добровольча армія, УДА、ローマ字表記: Ukrainianʹka dobrovolʹchaarmya、UDA）の創設を発表した。UDAはDUKの元大隊の一部を基盤として結成された。
多くのウクライナ義勇兵大隊や領土防衛大隊とは異なり、右派セクターのウクライナ義勇軍団は内務省にも国防省にも属していない。ウクライナ義勇軍団は独自に活動しており、そのため、政府は武器を提供せず弾薬のみを提供し、同軍団は鹵獲した装備か独自に資金提供された装備に頼らなければならなかった。義勇軍団はウクライナ当局とは協力してはいるものの、過去には特定の命令を拒否すると宣言しており、ミンスク停戦合意は尊重するが、ウクライナ国軍の停戦命令に従わない権利と独自の計画に従って積極的な敵対行為を継続する権利を留保すると表明した。同様に、2015年のシロキネの戦いの際にも部隊の撤退を拒否した。
2022年のロシアのウクライナ侵攻により、ウクライナ義勇軍団は、正式に特殊作戦センター「ウクライナ義勇軍団」（ウクライナ語:Центр спеціальних операцій «Добровольчий український корпус»、ローマ字表記: Tsentr spetsialʹkh operatsiy "Dobrovolʹchyy ukrayinsʹkyy korpus"）としてウクライナ陸軍の指揮系統下に吸収・統合された。侵攻以来、DUKは進軍するロシア軍を苦しめる作戦を任務としていた。陸軍への編入により、資材や装備を利用しやすくなるが、DUKは依然として指揮系統内で大幅な自治権を享受し、より古く、より緩やかな内部指揮系統を維持しており、ジャーナリストのアリス・ルシーノスは「正規軍とは異なり、DUKには兵士たちが彼らの指揮官と命令について話し合い、自由に独自の提案を追加できるアナーキーで民主的な雰囲気がある。（中略）大部分は、通常の軍隊生活の狭量な規則なしで、できるだけ早く戦闘を経験する機会を求めてDUKに参加した」と表現している。
部隊の独立性は常に争点であり、論争を引き起こしてきた。2015年にはウクライナ陸軍に完全に統合する計画があったが、義勇軍団は軍隊への参加を拒否した。2015年4月、義勇軍団はウクライナ軍から後衛に戻るよう命じられ、同軍団の戦闘部隊は後方のドニプロペトロウシク州の訓練基地に後退したが、基地は第95独立空中強襲旅団と第25独立空挺旅団の検問所に囲まれていた。「右派セクター」の部隊はウクライナ軍への従属を拒否したために武装解除を命じられたか、単に「秩序を維持する」ために脅迫を受けたという噂が流れた。2015年12月、義勇軍団の第5大隊と第8大隊、医療大隊が陸軍に統合されることが発表された。 2016年、ウクライナのアナトリー・マティオス首席軍事検察官はラジオのインタビューで、右派セクターのウクライナ義勇軍団はあらゆる法的根拠において、そしてウクライナ憲法に照らして国家領域における違法な武装組織であると述べた。軍検察官は「愛国心のスローガンの下であっても」後方地域で武器を持って隠れたり、警察署を撃ったりすることはできないと述べ、「もし我々がこれに目をつぶり始めれば、ウクライナに混乱が起こるだろう」と指摘した。同時に、右派セクターの死亡した戦闘員の多くは国を守った英雄であると付け加えた。

2015年時点で、ウクライナ義勇軍は外国人の採用を認めており、外国人のみで構成された2つの大隊を擁していた。1つは反ロシアのチェチェン人イスラム教徒で構成されたシェイク・マンスール大隊、もう1つは反ルカシェンコ派のベラルーシ人で構成された戦術グループ「ベラルーシ」である。
2021年、政治学者のダニエル・オーディン・ショーとフセイン・アリエフは、UDAが「ウクライナ超国家主義の一般的な形態」を保持しており、イスラム教徒のクリミア・タタール人やチェチェン人、ユダヤ民族、ポーランド人、ハンガリー人、ギリシャ人、 ロマなどの少数民族の包摂を認めていると述べた。